# Zjednoczone Emiraty Arabskie na Mistrzostwach Świata w Lekkoatletyce 2013
Zjednoczone Emiraty Arabskie na Mistrzostwach Świata w Lekkoatletyce 2013 – reprezentacja Zjednoczonych Emiratów Arabskich podczas mistrzostw świata w Moskwie liczyła 1 zawodniczkę, która nie zdobyła medalu.

## Występy reprezentantów Zjednoczonych Emiratów Arabskich
| Konkurencja    | Zawodniczka      | Eliminacje | Eliminacje | Półfinał | Półfinał | Finał    | Finał   |
| Konkurencja    | Zawodniczka      | Rezultat   | Pozycja    | Rezultat | Pozycja  | Rezultat | Pozycja |
| -------------- | ---------------- | ---------- | ---------- | -------- | -------- | -------- | ------- |
| Bieg na 1500 m | Betlhem Desalegn | 4:12,97    | 32.        | NQ       | NQ       | NQ       | NQ      |
| Bieg na 5000 m | Betlhem Desalegn | 16:13,27   | 18.        | —        | —        | NQ       | NQ      |